# Madame Hofmann
Pour les articles homonymes, voir Hofmann.
Pour plus de détails, voir Fiche technique et Distribution.
Madame Hofmann est un film documentaire français réalisé par Sébastien Lifshitz et sorti en 2023.

## Synopsis
La caméra suit le quotidien de Sylvie Hofmann, infirmière-cadre au service oncologie de l'hôpital nord de Marseille. Alors que sa retraite approche et que sa santé l'inquiète, Sylvie se remémore ses quarante ans de carrière. À travers son récit, le film explore aussi l'impact de la crise sanitaire du Covid-19 sur les services hospitaliers.

## Fiche technique
- Titre : Madame Hofmann
- Réalisation : Sébastien Lifshitz
- Photographie : Elio Balezeaux
- Son : François Abdelnour
- Musique : Grégoire Hetzel
- Montage : Delphine Genest
- Montage son : Tom Diaz Romettino et Caroline Reynaud
- Mixage : Roman Dymny
- Société de production : Agat Films
- Pays de production :  France
- Distribution : Ad Vitam
- Durée : 104 minutes
- Dates de sortie : 
  - France : 26 août 2023 (Festival du film francophone d'Angoulême)[2] ; 10 avril 2024 (sortie nationale)

## Distinctions

### Sélections
- Festival du film francophone d'Angoulême 2023
- Festival international du film indépendant de Bordeaux 2023[3]
- Festival du cinéma méditerranéen de Montpellier 2023

### Nominations
- César 2025 : Meilleur film documentaire